# 스도 시게미쓰
스도 시게미쓰(일본어: 須藤 茂光, 1956년 4월 2일 ~ )는 일본의 전 축구 선수이자 현 축구 지도자로 현재 WE리그 마이내비 센다이 레이디스의 감독으로 재직 중이며 현역 시절 포지션은 수비수였다.

## 국가대표팀 경력
그는 1979년 8월 23일 조선민주주의인민공화국과의 경기에서 일본 국가대표팀에 데뷔했다. 그는 1981년까지 국제 A매치 통산 13경기에 출전했다.

## 통계
| 일본 | 일본 | 일본 |
| 연도 | 출전 | 득점 |
| ---- | ---- | ---- |
| 1979 | 1    | 0    |
| 1980 | 8    | 0    |
| 1981 | 4    | 0    |
| 통산 | 13   | 0    |